# 梁裕燦

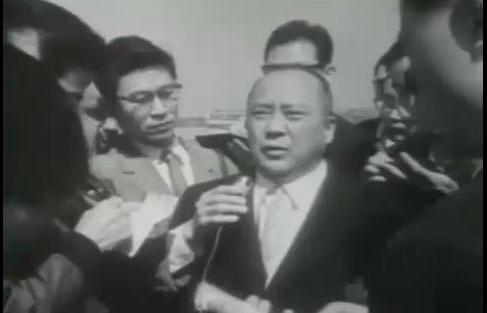
梁 裕燦

梁 裕燦（ヤン・ユチャン、양유찬、1897年 - 1975年10月20日）は、大韓民国の医師、外交官。本貫は南原梁氏。

## 生い立ち
1897年に釜山で誕生。1916年にハワイ準州（Territory of Hawaii）のマッキンリー高校を卒業。1917年からハワイ大学マノア校で数学を学んだ後、1920年にマサチューセッツ州ボストンへ渡米。1923年にボストン大学医学部を卒業し医学博士号を取得。1924年にハワイへ戻り、病院を開業。梁はハワイにおいて朝鮮人大学クラブを設立。またホノルルのキリスト教青年会理事、ホノルル朝鮮人キリスト教財団会長を務めた。

## 駐米大使

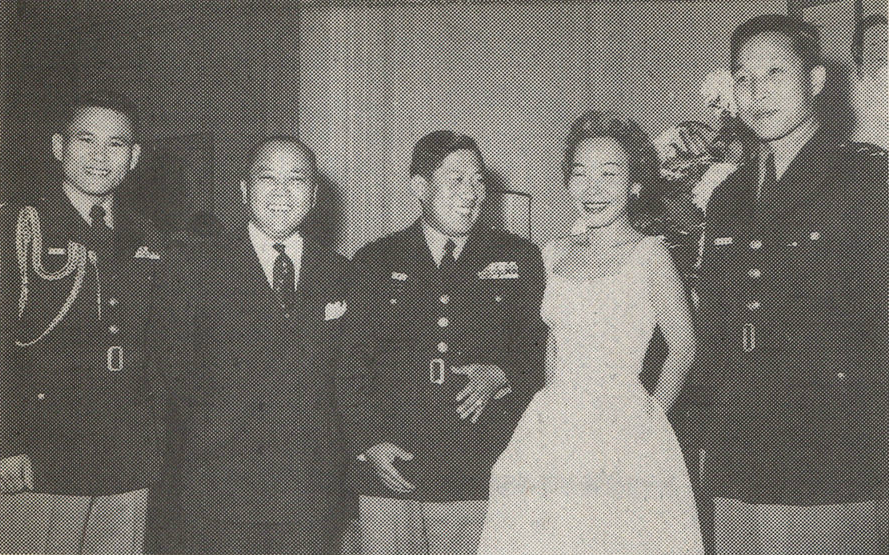
左から、李厚洛、梁裕燦、劉載興、梁裕燦の妻、金炯一。1955年撮影。

1951年から1960年まで駐米大使。1951年7月9日、梁大使はジョン・フォスター・ダレスと会談を実施。会談において梁大使は対馬の領有権を主張したが、ダレスは対馬はずっと日本の完全たる領有下にあるとし、その要求を拒絶した。また第二次世界大戦において韓国臨時政府が対日宣戦布告をしたとの主張も行ったが、これについてもダレスは「アメリカは韓国臨時政府を一度も承認したことはない」と否定した。
1951年7月19日、梁大使はサンフランシスコ条約草案に対する要望書を米国政府へ送付した。内容は、日本が放棄する領土に済州島、巨文島、鬱陵島、竹島、波浪島を含むよう求めるものであった。また同日にダレス国務長官特別顧問との会談も行い、同様の要求を行った
しかし、米国政府は「当該島々は日本の領土」と考え、当時の国務次官補ディーン・ラスクにより同年8月10日に却下された。
1953年4月21日、梁大使は朝鮮戦争に関する覚書を米国政府へ伝達した。内容は、現在の状態のままで朝鮮戦争の停戦が合意されるならば、韓国軍は国連軍司令部から離脱するというものであった。
梁大使は朝鮮戦争以降、韓国の国際的地位の向上に努めた。1953年までは日韓間の交渉において韓国側の首席代表を任され、日本との交渉で先頭に立った。梁大使はまた、1951年から1958年まで国連総会の韓国首席代表を務め、1960年には駐ブラジル大使を駐米大使と兼任した。

## 晩年
1965年から1972年までは巡回大使として各国を歴訪。1972年、外務部で待機大使を務めた。